# Cyrano de Bergerac (musical)
In 1991 maakte Joop van den Ende zijn eerste eigen musical, gebaseerd op de Franse legende Cyrano de Bergerac: Cyrano de Musical. De musical ging in 1992 in de Stadsschouwburg in Amsterdam in première.
Het Franse verhaal werd bewerkt en herschreven door Koen van Dijk, de muziek werd geschreven door Ad van Dijk (geen familie) en de hoofdrol werd vertolkt door Bill van Dijk (ook geen familie). De musical werd geregisseerd door Eddy Habbema. Het decor werd ontworpen door Paul Gallis, Yan Tax ontwierp de kostuums, het lichtontwerp was van Reinier Tweebeeke. Cyrano werd geproduceerd in Nederland, Duitsland, Japan en de Verenigde Staten. Op 21 november 1993 ging de musical die voor dat doel was bewerkt, op Broadway in première. De musical werd viermaal genomineerd voor een Tony Award: In de categorieën Best Musical, Best Original Score (muziek en tekst: Ad van Dijk voor muziek, Koen van Dijk voor teksten en Peter Reeves en Sheldon Harnick voor vertaling en aanvullende teksten), Best Book of a Musical (Koen van Dijk) en voor Best Costumes (Yan Tax). Op 20 maart 1994 viel na 38 try outs en 137 voorstellingen het doek voor de voorstelling op Broadway. Later werd de Amerikaanse versie een paar maanden in Carré gespeeld. Voor Cyrano, de musical ontvingen Ad en Koen van Dijk de Perspektiefprijs. Hoewel financieel geflopt in de Verenigde Staten was 'Cyrano, de musical' wel het visitekaartje dat Joop van den Ende had afgegeven. Hierdoor heeft hij later als zelfstandig producent menig musical kunnen produceren.

## Rolverdeling
Nederlandse productie 1992-1994:
Vanaf 17 december 1992 tot begin 1994 speelde Cyrano de Musical als rondreizende productie door Nederland.
- Cyrano de Bergerac -  Bill van Dijk
- Roxanne - Ryan van den Akker
- Christian -  Danny de Munk
- De Guiche - Peter de Smet
- Ragueneau - Max van Weegberg
- Le Bret / understudy Cyrano - Edwin de Jongh
- Valvert/dichter/cadet/operapubliek/ensemble/understudy Le Bret -  Rik Luycx
- Montfleury/dichter/cadet/ensemble/understudy kapitein -  Robert Valter
- Operapubliek/dienster/non/ensemble -  Sasja Brouwers
- Operapubliek/dienster/non/ensemble -  Judy Kesnar
- Operapubliek/dienster/dienstbode/non/ensemble -  Irma Lohman
- Operapubliek/dienster/non/ensemble/understudy Roxane -  Lizzy Haslinghuis
- Operapubliek/dichter/cadet/ensemble -  Rolf Koster
- Operapubliek/dichter/cadet/ensemble/understudy Regueneau -  Albert Kamphuis
- Operapubliek/dichter/cadet/ensemble/understudy De Guiche -  Leon van Leeuwenberg
- Operapubliek/dichter/cadet/ensmble/understudy Valvert -  Paul Vaes
- Operapubliek/dichter/cadet/understudy Montfleury -  Hans Musman
- Operapubliek/dichter/ensemble/understudy Christian -  Gerardo Jak
- Operapubliek/dichter/kapitein/ensemble -  Marcel Smid
- eerste Précieuse/moeder overste/ensemble -  Inez Timmer
- Précieuse/dienster/non/ensemble/understudy eerste Précieuse/moeder overste -  Betty Vermeulen
- Précieuse/dienster/non/ensemble -  Janine Vos

Nederlandse productie 2011:
Van 2 juni 2011 tot en met 6 juni 2011 speelde Cyrano de Musical in het M-Lab te Amsterdam.
- Cyrano de Bergerac -  Tony Neef
- Roxanne - Lotte Verhoeven
- Christian -  Ton Sieben
- De Guiche - Peter de Smet
- Ragueneau - Rutger le Poole

- Ensemble - Bart van Veldhoven
- Ensemble - Ianthe Tavernier
- Ensemble - Ingrid van den Nieuwenhuizen
- Ensemble - Kristel Vercraeye
- Ensemble - Martijn van Baardewijk
- Ensemble - Michelle van de Ven
- Ensemble - Sander van Voorst tot Voorst

'14-'18 · '40-'45 (België) · '40-'45 (Nederland) · De 3 Biggetjes · 3 Musketiers · Aida · Alice in Wonderland · A xXxmas Carola · Anatevka · Assepoester · Belle en het Beest · Billie Holiday · Bloedbroeders · The Bodyguard · Cabaret · Camelot · Cats · Chicago · Ciske de Rat · Cyrano de Bergerac · De Schone van Boskoop · Daens · Dirty Dancing · Doe Maar! · Domino · Doornroosje · Dracula · Drood · Elisabeth · Evita · Fame · De Finale · Flashdance · Foxtrot · Goodbye, Norma Jeane · Grease · Hair · High School Musical · De Jantjes · Jekyll & Hyde · Jersey Boys · Jesus Christ Superstar · Kadanza · De kleine zeemeermin · Koning van Katoren · Kruimeltje · Kuifje: De Zonnetempel · Kunt u mij de weg naar Hamelen vertellen, mijnheer? · The Last Five Years · Lelies · The Lion King · The Little Mermaid · Love Story · Lover of Loser · Mamma Mia! · De man van La Mancha · Mary Poppins · Les Misérables · Miss Saigon · Muerto! · De Muze van Rubens · My Fair Lady · On Your Feet! · Op hoop van Zegen · Oorlogswinter · The Passion · Pauline & Paulette · The Phantom of the Opera · Pinokkio · Red Star Line · Rembrandt · Robin Hood · Romeo en Julia, van Haat tot Liefde · De Rozenoorlog · Shhh...it happens! · Shrek · Soldaat van Oranje · Spring Awakening · De sprookjesmusical Klaas Vaak · Sneeuwwitje · The Sound of Music · Tarzan · Titanic · Turks fruit · Urinetown · De Vliegende Hollander · Wat Zien Ik?! · Wicked · The Wild Party · The Wiz · Wickie de viking de musical
    Portaal Musical